# Arcole
Arcole é uma comuna italiana da região do Vêneto, província de Verona, com cerca de 5.274 habitantes. Estende-se por uma área de 18,81 km², tendo uma densidade populacional de 293 hab/km². Faz fronteira com Belfiore, Lonigo (VI), San Bonifacio, Veronella, Zimella.
É a Comuna núcleo das famílias Mansoldo , Picoli (Piccoli), Toscan (Toscano) e Delmonte (Dal Monte Domenico Giuseppe) que imigraram para o Brasil no fim do século XIX.

## Demografia
| Variação demográfica do município entre 1861 e 2011                               |
|                                                                                   |
| Fonte: Istituto Nazionale di Statistica (ISTAT) - Elaboração gráfica da Wikipedia |